# Podenco valenciano

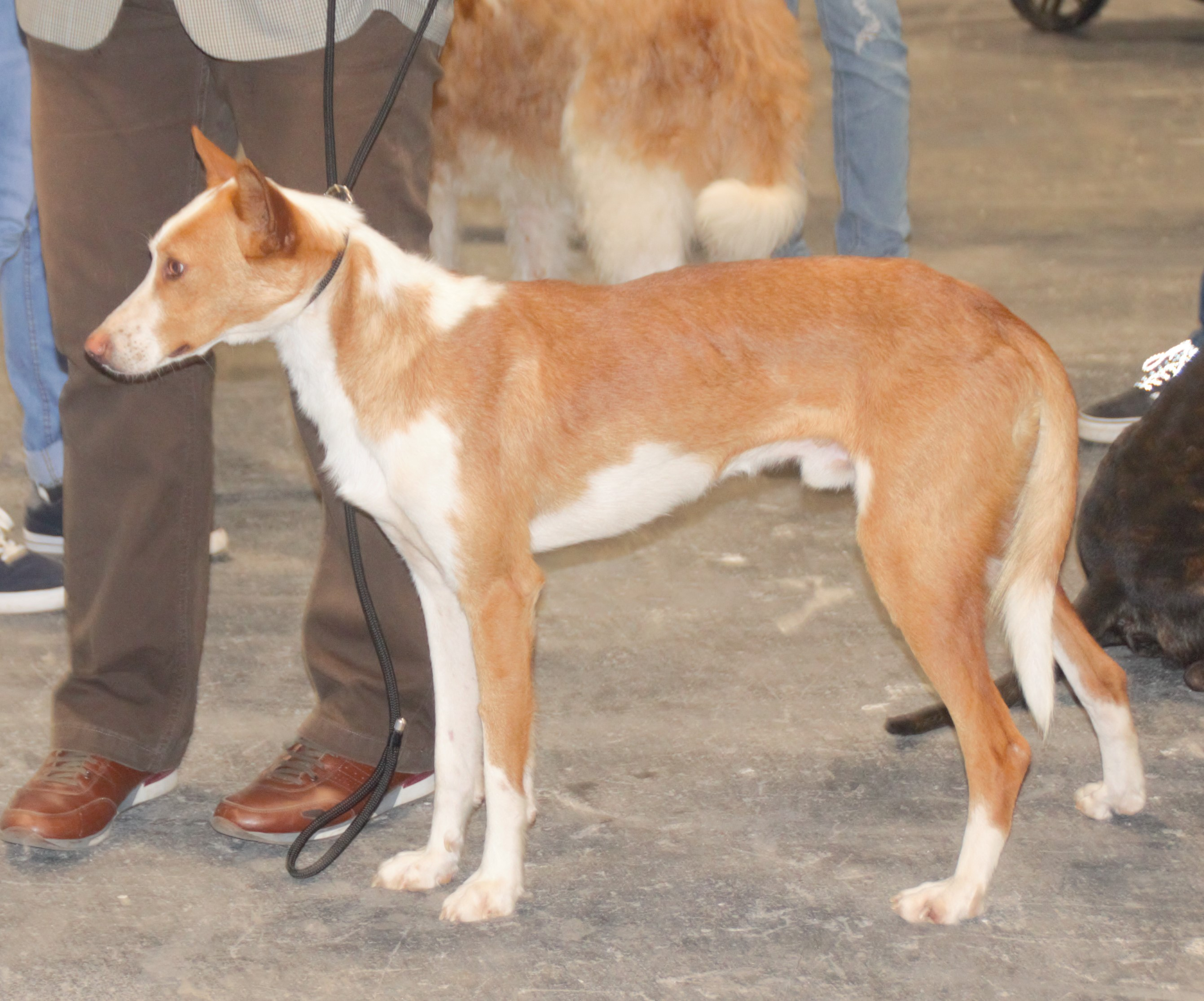
Podenco valenciano a pelo raso

Il podenco valenziano o xarnego valenziano o charnego o Gos coniller valencià o xarnegos cavileños è una razza di cane da caccia originaria della Comunità Valenciana, in Spagna.
È una razza, dal 2017, riconosciuta ufficialmente dalla Real Sociedad Canina de España (RSCE), ma non dalla FCI.
La parola xarnego è un termine peggiorativo o descrittivo usato principalmente negli anni '50 -'70 in lingua catalana, esso si riferisce ai catalani con eredità recente da altre parti di lingua spagnola della Spagna. La parola è usata esclusivamente nel contesto della migrazione interna.

## Storia
Il xarnego è, probabilmente il più antico dei podenco della penisola iberica.
Sono stati trovati resti rupestri di epoca neolitica nel sud-est spagnolo, areale storico della razza. Fenici e greci prima e romani dopo hanno lasciato molti reperti simili al tipo del cane xarnego attuale. Questa razza è la più antica dei cani da caccia peninsulari, probabilmente ha partecipato alla formazione di altre razze simili lungo tutto il mediterraneo.
Pur essendo la più antica, è stata l'ultima razza di podenco riconosciuta.

## Genetica

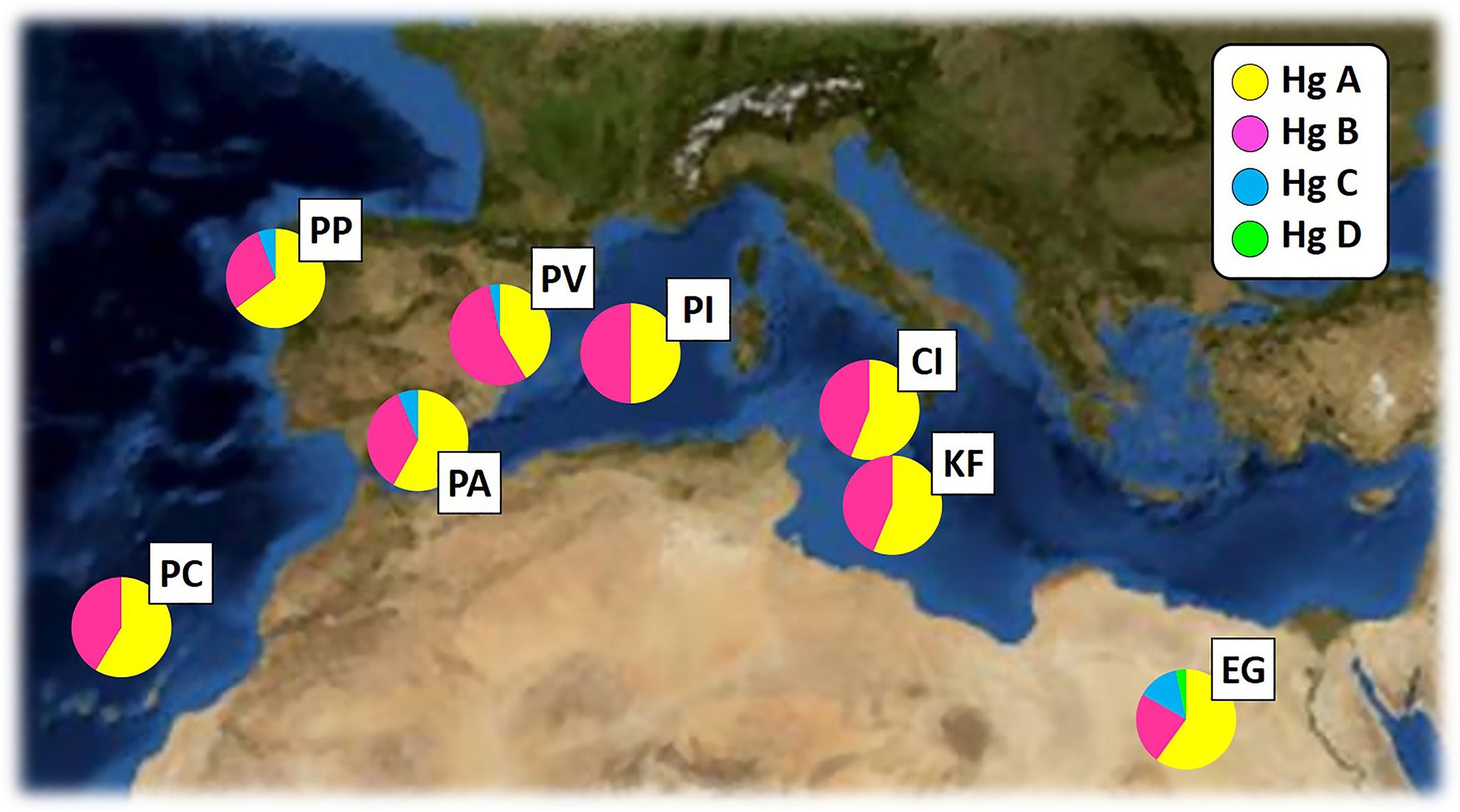
Aplotipi del mtDNA appartengono a quattro gruppi filogenetici etichettati da A a D

Una ricerca dell'Universidad de Zaragoza, mostra, grazie all'analisi dei marcatori genetici molecolari, che la classificazione esistente supporta l'inclusione di "Podenco Valenciano" come nuova razza inclusa nel gruppo cinque della FCI (sezione 7) . Essendo questa razza geneticamente ben differenziata, al di là delle somiglianze fenotipiche, rispetto gli altri podenco studiati.
Da una ricerca italiana del 2023 le razze cirneco dell'Etna, podenco valenciano, podenco andaluso, podenco portoghese e il cane di strada egiziano baladi hanno un legame genetico molto spiccato.

## Caratteristiche

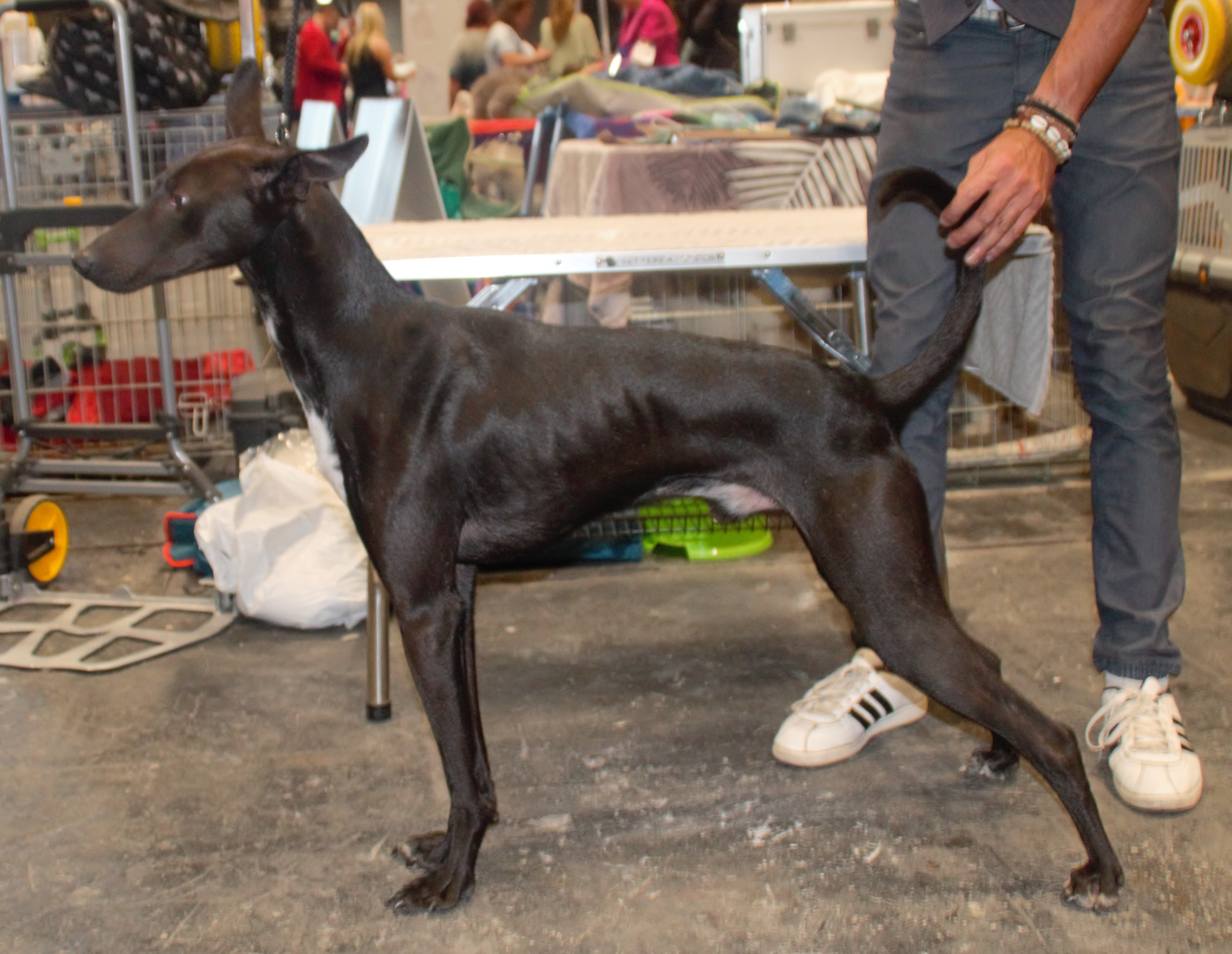
Xarnego dal manto nero raso

È una razza che ha i tre tipi di pelo, liscio (liso), ruvido/duro (duro) e lungo/"setoso" (sedeño); è l'unico levriero mediterraneo che ha una varietà di mantello a pelo lungo insieme al Barrocal Algarvio portoghese.
Sono ammessi tutti i colori documentati tipici quali cannella, fulvo, nero e marrone cioccolato, monocolori o preferibilmente mescolati con regioni bianche sul viso, collo, estremità delle zampe e ventre.
Possiede una buona vista e udito e un olfatto potente che lo rendono un cane di caccia molto versatile. Ha una resistenza estrema nel resistere al calore ed è in grado di cacciare in un ambiente arido. 
Inoltre, ha la caratteristica peculiare e naturale a non contrarre leishmania, una malattia molto comune nell'area del Mediterraneo.
L'altezza nei maschi va da 55 a 61 cm con un peso approssimativo di ± 20 kg; mentre nelle femmine l'altezza va da 50 a 57 cm con un peso approssimativo di ± 18 kg. Durante la stagione di caccia il cane può perdere anche 4 kg.
La sua principale caratteristica è la caccia del coniglio selvatico in tutti i tipi di terreni. Razza con uno spiccato atteggiamento alla caccia è adattato alla varietà di ecosistemi del bacino del Mediterraneo e particolarmente del Levante spagnolo e valle dell'Ebro.